# 広幡基豊
広幡 基豊（ひろはた もととよ）は、江戸時代後期の公卿。官位は従一位・内大臣。
歴代当主同様、近衛家の猶子になったと思われ、慣例により近衛基前から偏諱の授与を受けて基豊と名乗った。

## 生涯
享和2年（1802年）に叙爵。清華家当主として速いスピードで昇進し、文化10年（1813年）には従三位となり、公卿に列する。その後も権中納言・踏歌節会外弁・権大納言・踏歌節会内弁などを務め、弘化4年（1847年）に皇太后となった鷹司祺子の皇太后宮大夫となる。嘉永2年（1849年）に右近衛大将・右馬寮御監となる。安政2年（1855年）の孝明天皇の遷幸に際して、基豊は居飼2名、随身6名、見寺2名、舎人長1名、馬副8名、傘1名の計20名を集めて天皇に供奉した。安政4年（1857年）に従一位内大臣となるも同年に薨去。

## 系譜
- 父：広幡経豊
- 母：日野資矩の娘（内大臣今出川実種の養女）
- 妻：鷹司皐子（鷹司政煕の娘）
  - 男子：広幡忠礼（1824-1897）
- 生母不詳の子女
  - 男子：水無瀬経家（1833-1874）
  - 女子：広幡豊子（徳川斉彊室、近衛忠煕の養女）
  - 女子：広幡牧子（順尊室）
  - 女子：広幡輝子（東本願寺院家光善寺朗？室）
  - 女子：広幡経子（徳川慶篤室）
  - 女子：広幡繁子（四条隆平室）
  - 養女：広幡叔子（水無瀬有成）